# Theope terambus
Theope terambus är en fjärilsart som beskrevs av Jean Baptiste Godart 1824. Theope terambus ingår i släktet Theope och familjen Riodinidae. Inga underarter finns listade i Catalogue of Life.